# カトリック布池教会
カトリック布池教会（カトリックぬのいけきょうかい）は、愛知県名古屋市東区にあるキリスト教（カトリック）の教会およびその聖堂で、カトリック名古屋教区の司教座聖堂（カテドラル）である。

## 概要
1962年（昭和37年）3月21日、カトリック名古屋知牧区の司教区への昇格を同年4月16日に控えて献堂された。保護の聖人は聖ペトロ・聖パウロで、「聖ペトロ・聖パウロ司教座大聖堂」とも呼ばれる。
聖堂建築はゴシック様式で、四方をステンドグラス（ドイツ製、イタリア製）に囲まれる。大聖堂入口に面するステンドグラスはローマ帝国迫害時代の殉教者聖セシリアを描いたもの。大聖堂内側面に配列された木製レリーフ（ドイツ　オーベルブェルガム製）はイエスの十字架の道行きを描いたものである。
鉄骨鉄筋コンクリート構造の大聖堂（内部3階）は、北側を桜通、南側を錦通に挟まれた一画に、50メートルの高さを持つ2本の尖塔（内部5階）を現す。収容人員700名。なお大聖堂は、1992年（平成4年）10月5日付で名古屋市の都市景観重要建築物に指定、2015年（平成27年）8月4日付で国の登録有形文化財に登録されている。

## 所在地
- 〒461-0004：愛知県名古屋市東区葵一丁目12-23
  - 所在地は住居表示実施地域であり、教会名は住居表示実施前の旧町名「布池町」にちなむ。

## 交通アクセス
- 名古屋市営地下鉄東山線 新栄町駅から約550m、徒歩で約6分。
- 名古屋市営地下鉄桜通線 車道駅から約600m、徒歩で約7分。
- JR中央本線・名古屋市営地下鉄東山線 千種駅から約720m、徒歩で約9分。
- 名古屋高速都心環状線 東新町出入口。